# شينازا آغوه
تشينازا فاڤور أجو (بالإنجليزية: Chinaza Favour Agoh؛ ولدت في 27 نوفمبر 2004) هي لاعبة كرة قدم نيجيرية محترفة، تلعب في مركز المهاجم لصالح نادي زد إف سي في الدوري المصري الممتاز للسيدات.

## المسيرة مع الأندية

### دلتا كوينز
فازت بكأس "شيرويس" لعام 2022 مع نادي دلتا كوينز، وتُوجت بلقب هدافة البطولة بعد تسجيلها لستة أهداف خلال المنافسات.
وفي نهائي الدوري النيجيري الممتاز للسيدات 2022–23، سجلت هدفين في شباك بايلسا كوينز لتمنح ناديها اللقب السادس في تاريخه.
بعد اختيارها كأفضل لاعبة في موسم 2022–2023 من الدوري النيجيري الممتاز للسيدات، شاركت أجو مع ناديها، حامل اللقب، في تصفيات منطقة WAFU-B لدوري أبطال أفريقيا للسيدات 2023. وعلى الرغم من فوزهم بالميدالية الفضية، لم يكن ذلك كافيًا للتأهل إلى البطولة القارية.

### الشباب (2024)
في 22 فبراير 2024، أعلن نادي الشباب السعودي عن تعاقده مع المهاجمة النيجيرية تشينازا أجو القادمة من دلتا كوينز. وظهرت لأول مرة مع الفريق في 16 مارس 2024 خلال مباراة الفوز 2–0 على القادسية.

### زد إف سي (2024–الآن)
في أكتوبر 2024، انضمت أجو إلى نادي زد إف سي المشارك في الدوري المصري الممتاز للسيدات.

## المسيرة الدولية
أجو هي لاعبة دولية في صفوف منتخب نيجيريا تحت 20 عامًا.

## الإنجازات
دلتا كوينز
- الدوري النيجيري الممتاز للسيدات: 2022–23
- كأس شيرويس: 2022

فردية
- أفضل لاعبة في الدوري النيجيري الممتاز للسيدات: 2022–23
- هدافة كأس شيرويس: 2022

## وصلات خارجية
- شينازا آغوه  على سكروي
- تشينازا أجو على موقع OGol
- AgohChinazaC7 على تويتر.